# Shikano-shima
Shikano-shima (志賀島, Shikanoshima) est une île qui se trouve à Higashi-ku, préfecture de Fukuoka au Japon. Elle est connue pour être l'endroit où a été découvert le sceau du roi de Na, un trésor national du Japon. L'île est à environ 11 kilomètres autour de et[Quoi ?] reliée par un pont au tombolo Umino Nakamichi.

## Sceau du roi de Na

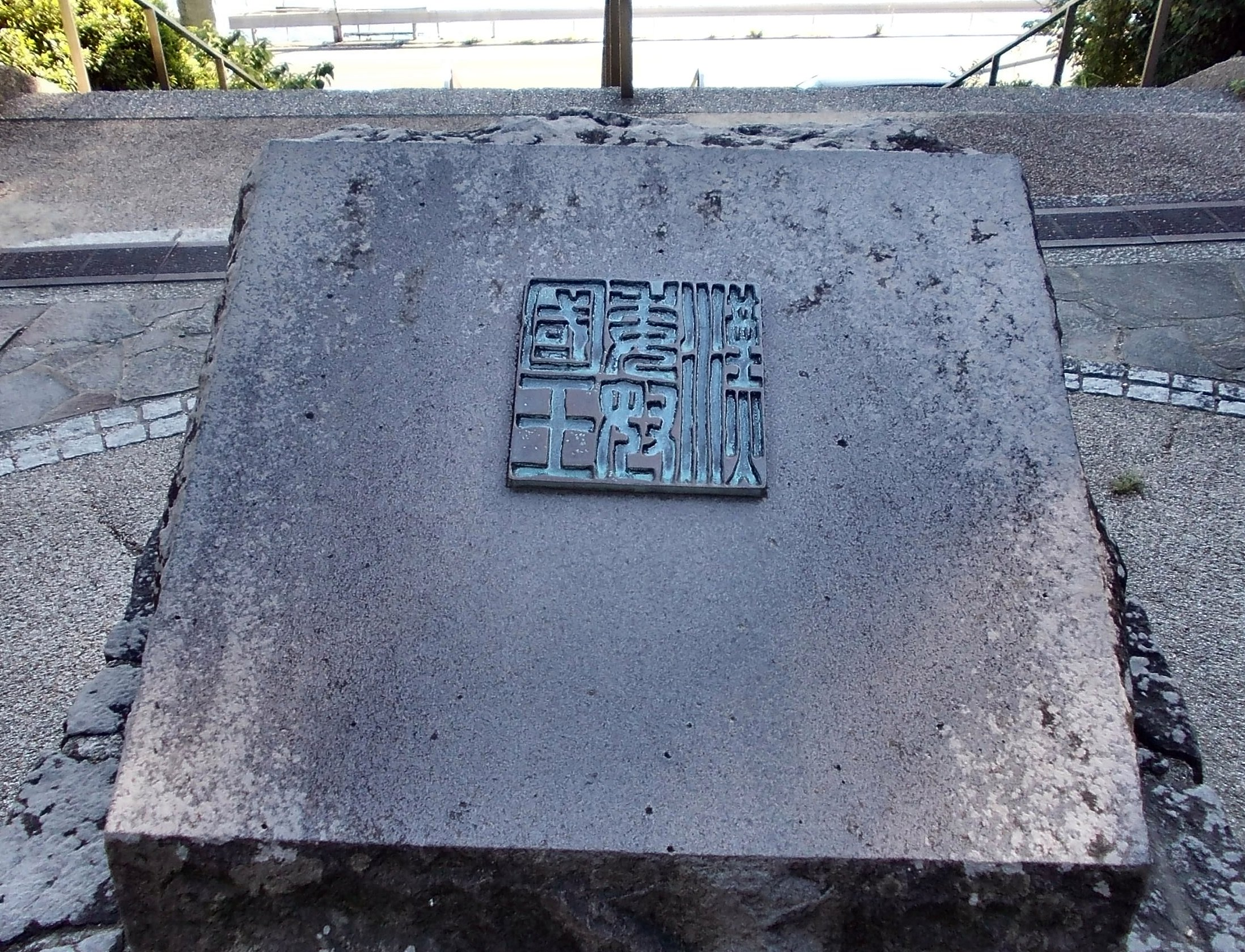
Reproduction du sceau du bloc en or au parc Kin-in.

Sur la colline qui offre une vue sur l'ensemble de la baie de Hakata se trouve l'emplacement où deux fermiers ont trouvé le sceau d'or, emplacement qui est à présent le parc Kin-in (金印公園, Kin-in kôen, parc du Sceau d'or). On rapporte qu'il y a environ deux mille ans, l'empereur Han Guang Wudi, de la dynastie Han en Chine, accorde à un envoyé du Japon un sceau en bloc d'or, sur lequel sont gravés en chinois, les mots 漢委奴國王, « Roi du pays japonais (Wa) de Na mandaté par (l'empire) Han » traduit en japonais par : Kan no wa no na no koku-ō (漢委奴國王, « Roi du pays japonais de Na de la dynastie Han »). Le sceau est exposé au musée de la ville de Fukuoka.

## Source de la traduction
- (en) Cet article est partiellement ou en totalité issu de l’article de Wikipédia en anglais intitulé « Shikano Island » (voir la liste des auteurs).

1. ↑  Le caractère 奴 possède le sens d'« esclave » ou de « serviteur », mais il est utilisé ici de manière phonétique, bien que le choix d'un caractère au sens dévalorisant soit la manière habituelle de nommer les pays étrangers dans la Chine antique.
2. ↑  Laurent Nespoulous et Pierre-François Souyri, Le Japon : Des chasseurs-cueilleurs à Heian, -36 000 à l'an mille, Paris, Belin, coll. « Mondes anciens », 2023, 538 p., chap. 5 (« Âge du fer, âge des chefs »), p. 199-200.